# Sheshonq II
Sheshonq II (... – 889 a.C.) è stato un faraone della XXII dinastia egizia.

## Biografia
La sua collocazione all'interno della dinastia rappresenta un problema di non facile risoluzione, in quanto i dati archeologici in possesso degli studiosi sono talvolta contraddittori e comunque scarsamente chiari.

La presenza nella sua tomba di due braccialetti che riportano il nome di Sheshonq I e di un pettorale che riporta il titolo di grande comandante dei Ma Sheshonq potrebbero far ritenere che si trattasse di un figlio di Sheshonq I, ma alcune valutazioni stilistiche sul coperchio del suo sarcofago hanno fatto ritenere a molti egittologi, tra cui Jürgen von Beckerath, che questo sovrano abbia regnato, per un breve tempo, tra Osorkon I e Takelot I. Secondo von Beckerath si sarebbe trattato di un fratello maggiore di Takelot I.
Le epitomi di Manetone indicano l'esistenza di tre sovrani tra Osorthon e Tachelotis, indicazione molto vaga che potrebbe riferirsi sia a Osorkon I e Takelot I ma anche a quest'ultimo e Osorkon II; comunque secondo alcuni egittologi uno di questi sovrani potrebbe essere Tutkheperra Sheshonq, sovrano per altro quasi sconosciuto, ed un altro lo stesso Sheshonq II.
Di parere diverso è Kenneth Kitchen che ritiene che le figure di Sheshonq II e del Primo Profeta di Amon Sheshonq C siano da considerare una sola persona. Sheshonq C, in questa ipotesi, sarebbe stato associato al trono dal padre, Osorkon I, ma sarebbe morto prima di questi dopo una coreggenza di un paio di anni.
Sheshonq II è l'unico sovrano della XXII dinastia di cui ci sia pervenuto il completo corredo funebre. La sua tomba è stata scoperta a Tanis, nel 1939, da Pierre Montet e presenta la particolarità di essere, con ogni probabilità, una risepoltura. Il sepolcro infatti risulta essere quello preparato per Psusennes I della XXI dinastia. L'analisi del corredo funebre e del sarcofago di Sheshonq II hanno rivelato danni provocati, in tempi antichi, probabilmente da infiltrazioni di acqua nella tomba originale, situazione che costrinse a spostare la sepoltura.

## Titolatura
| G5 |

| G5 |

|       |
| \| \| |
|       |
|       |

|  |

|       |
| \| \| |
|       |
|       |

|  |

| G16 |

| G16 |

|  |

| G8 |

| G8 |

|  |

| M23 · X1 | L2 · X1 |

| M23 · X1 | L2 · X1 |

| N5 | S38 | L1 | N5 · U21 · n |

| N5 | S38 | L1 | N5 · U21 · n |

| N5 | S38 | L1 | N5 · U21 · n |

| N5 | S38 | L1 | N5 · U21 · n |

| N5 | S38 | L1 | N5 · U21 · n |

| N5 | S38 | L1 | N5 · U21 · n |

| N5 | S38 | L1 | N5 · U21 · n |

| N5 | S38 | L1 | N5 · U21 · n |

| G39 | N5 |

| G39 | N5 |

| i | mn · n | M8 | M8 |

| i | mn · n | M8 | M8 |

| i | mn · n | M8 | M8 |

| i | mn · n | M8 | M8 |

| i | mn · n | M8 | M8 |

| i | mn · n | M8 | M8 |

| i | mn · n | M8 | M8 |

| i | mn · n | M8 | M8 |